# Roger Prahin
Roger Prahin (16 ottobre 1923 – Ginevra, 25 febbraio 2010) è stato un cestista svizzero.

## Carriera
Con la Svizzera ha partecipato alle Olimpiadi del 1952, disputando una partita, senza segnare punti.